# Khalid al-Mihdhar
Khalid al-Mihdhar (arabisk: خالد المحضار (16. maj 1975 – 11. september 2001) var en af de fem mænd, der nævnes af FBI som flykaprere af American Airlines Flight 77 i terrorangrebet den 11. september 2001.
Mihdhar blev født i Saudi-Arabien og kæmpede i den bosniske krig i 1990'erne. I begyndelsen af 1999 rejste han til Afghanistan, hvor han som en erfaren og respekteret jihad blev valgt af Osama bin Laden til at deltage i terrorangrebet den 11. september 2001.